# El circo (película de 1936)
El circo (Цирк, transl. Tsirk) es una película musical y melodramática soviética de 1936 dirigida por Grigori Aleksándrov en los estudios Mosfilm.
Está basada en una comedia escrita por Ilf y Petrov, y por Valentín Katáyev, y representada en el music hall de Moscú, Under the Circus Dome (Под куполом цирка), donde fue vista y aprobada por Aleksándrov. Los autores escribieron el guion, pero al comienzo del rodaje se fueron a Estados Unidos. A su vuelta, desaprobaron la labor del director, y tras el conflicto abandonaron su trabajo, prohibiendo que se mencionaran sus nombres en los créditos, y siendo sustituidos por el escritor Isaak Bábel.
La película está protagonizada por la actriz y cantante Lyubov Orlova. La producción contiene temas musicales que se convirtieron en clásicos soviéticos, entre los que se encuentra la canción Shiroká straná moyá rodnaya (Amplia es mi patria).

## Argumento
La película empieza con una portada del periódico Sunnyville Courier en cuyo titular reza: "Marion Dixon (Lyubov Orlova) es objetivo de un escándalo sensacional" y en cuya imagen aparece en pie de página que es la perpetradora de un crimen.
En la siguiente escena, un estadounidense acompañado de una turba persiguen a una mujer al grito de "matadla!, matadla! mientras esta sostiene algo entre sus brazos. Finalmente se libra del linchamiento cuando consigue subirse a un tren en marcha. En el ferrocarril conoce a un presentador de nacionalidad alemana que precisamente estaba leyendo la misma noticia del Sunnyville Courier. Cuando esta le enseña lo que lleva, se da cuenta de que trae consigo un bebé afroamericano. 
La mujer es la propia Dixon, una artista circense que después de dar a luz a un niño negro (Jim Patterson) se convirtió en el objetivo de las agresiones racistas de Estados Unidos. El alemán le revela ser un representante teatral llamado Franz von Kneishitz (Pável Massalski) que la contrata en su gira por la Unión Soviética.
Al principio, Dixon desea marcharse del circo, pero von Kneishitz la obliga a seguir mediante chantajes. Con su pesar, acepta hasta que las autoridades soviéticas le proponen que trabaje para ellos en una obra dirigida por Iván Martýnov (Serguéi Stolyarov) del que se enamora enseguida. Tras impresionar al público con su actuación, los actores le dan la bienvenida al país, el cual acoge también a su hijo sin importarles la raza.

## Reparto
- Lyubov Orlova es Marion Dixon.
- Jim Patterson es Jimmy (hijo de Marion Dixon).
- Serguéi Stolyarov es Iván Petróvich Martýnov.
- Pável Massalski es Franz von Kneishitz.
- Vladímir Volodin es Ludwig.
- Yevgueniya Mélnikova es Ráyechka.
- Aleksandr Komissárov es Skameikin.
- Nikolái Otto es Charlie Chaplin.
- Solomón Mijoels (cameo).

## Polémica
La película termina con el hijo de Dixon y varios representantes de diversas etnias soviéticas cantando una canción de cuna. Solomón Mijoels cantó la canción en idioma yiddish. Algunas fuentes no verificadas afirman que este escena fue eliminada por orden de Iósif Stalin. No obstante, la versión existente de la película muestra dicha escena sin censura.